# Coyuca de Benítez (kommun)
Coyuca de Benítez är en kommun i Mexiko.   Den ligger i delstaten Guerrero, i den södra delen av landet, 280 km söder om huvudstaden Mexico City. Antalet invånare är 73 460. Arean är 1 603 kvadratkilometer.
Terrängen i Coyuca de Benítez är varierad.
Följande samhällen finns i Coyuca de Benítez:
- Coyuca de Benítez
- Bajos del Ejido
- El Embarcadero
- Las Lomas
- Colonia Luces en el Mar
- El Espinalillo
- La Barra
- El Zapote
- Cerrito de Oro
- San Nicolás
- Barrio Nuevo del Progreso
- Colonia San Isidro
- Atoyaquillo
- Kilómetro Diecisiete
- La Felicidad de Rosales
- Colonia Brasilia
- Colonia Aurelio V. Guinto
- San José Mogollón
- Los Cimientos
- Barrio Nuevo
- El Camalote
- San Nicolás de las Playas
- Playa Azul
- El Papayito
- Paso Real
- Tecomapa
- Los Callejones
- Las Pulgas
- Las Tranquitas
- El Porvenir
- Santa Cruz del Río
- El Porvenir
- Colonia Benito Juárez
- Barrio Nuevo la Laja
- Las Humedades
- Las Palmas Unidad Habitacional
- Aserradero de Salinas
- La Estación
- El Aguacate